# بهرام مشیری
بهرام مشیری (زادهٔ ۲ فروردین ۱۳۲۶) نویسنده، نوازنده تار، پژوهشگر تاریخ، مجری و برنامه‌ساز تلویزیونی ایرانی است. وی اجرای برنامهٔ سرزمین جاوید در تلویزیون پارس را برعهده دارد. برنامه سرزمین جاوید از سال ۲۰۰۲ میلادی آغاز شده و به مذهب، تاریخ، ادبیات، فلسفه، سیاست و مسائل روز می‌پردازد. مشیری همچنین در رادیوهای فارسی‌زبان در آمریکا دربارهٔ ایران و تاریخ ایران و علل انحطاط ایران باستان و ایران کنونی به بیان نظریات خود می‌پردازد.

## زندگی
بهرام مشیری متولد ۱۳۲۶ است. پدرش، عزت‌الله مشیری، اهل روستای دُر (از توابع گلپایگان) و مادرش بی‌بی گوهرتاج (دختر میرزا حسین خان انتظام‌الملک) از ایل بختیاری است. وی پس از اخذ دیپلم در گلپایگان، در دوران پهلوی دوم، وارد شهربانی شد. پس از پایان دانشگاه، به خدمت در شهربانی درمی‌آید و در سال ۱۹۷۴ میلادی، به آمریکا می‌رود. مشیری دارای مدرک فوق لیسانس در علم مواد و مهندسی شیمی از دانشگاه کاتولیک آمریکا است.

## دیدگاه‌ها
چندین دهه فعالیت‌های فرهنگی و ادبی بهرام مشیری را می‌توان تلاشی مستمر از جانب وی در راستای نفی فرهنگ خرافه، استبدادستیزی، آزادی‌خواهی و بازگشت به خردگرایی دانست.
در حال حاضر برنامه‌های او از طریق رادیو، تلویزیون و اینترنت منتشر می‌شود. وی در این برنامه‌ها (سرزمین جاوید) به بیان نظراتش در مورد موضوعات مختلف مانند اسلام، تاریخ اسلام، تسنن، تشیع، سیاست، مسائل روز ایران و جهان، ادیان و مذاهب، تاریخ کهن، تاریخ معاصر ایران و جهان، مسائل اجتماعی، شعر، هنر، فلسفه، فرهنگ، ادبیات، علوم تجربی، تاریخ علم، سینما، موسیقی سنتی به‌ویژه تکنوازی تار می‌پردازد.
او در این برنامه‌ها اسلام و عقاید اسلامی را مورد انتقاد قرار می‌دهد و اغلب زبان طنز را چاشنی سخنانش می‌کند. همین موضوع باعث شده است که برخی وی را محکوم کنند و سخنان او را توهین به عقاید اسلامی بپندارند. با این حال، او با رد این ادعاها، سخنان خود را روشنگری بر اساس متون کلاسیک اسلام مانند تاریخ طبری و مغازی می‌داند که گاهی این منابع را در مقابل دوربین می‌خواند و به آن‌ها استناد می‌کند. مشیری دلیل انتقاد از دین اسلام را حاکمیت آخوندهای شیعه و سلطهٔ آنان بر مبنای این مذهب اعلام می‌دارد و ریشهٔ مشکلات جامعه را حکومت مذهبی برمی‌شمرد. وی اعلام کرده است که اگر حکومت بر مبنای اسلام نبود، به تحلیل منتقدانه از اسلام نمی‌پرداخت.
بهرام مشیری از جمله منتقدان حکومت پهلوی است. به نظر او حاکمیت کنونی روحانیون به دلیل سانسور و اختناق دورهٔ پهلوی بوده و کودتای ۲۸ مرداد را انحرافی بزرگ در راه آزادی‌خواهی ملّت ایران و نقطهٔ سیاه تاریخ ایران به‌ویژه پس از مشروطه می‌داند. همچنین وی انقلاب مشروطه را نقطهٔ عطف پیشرفت ایران بر مبنای آزادی‌خواهی می‌داند. او همواره تاریخ ایران به‌ویژه دورهٔ مشروطه را می‌ستاید.
وی از هواداران محمد مصدق است؛ امّا هیچ‌گاه خود را متعلق به گروه یا ارگان خاصی نمی‌داند.
مشیری در برنامه‌های خود به‌طور متناوب بخشی را به خوانش صحیح شاهنامه اختصاص می‌دهد و سعی می‌کند تا با زبانی هرچه ساده‌تر آن را برای مخاطبان خود شرح و بسط دهد. وی در خلال خوانش شاهنامه ریشه‌های تاریخی مطالب آن را آشکار و نکات مستتر در آن را نقد و بررسی می‌کند و از جمله ستایندگان ابوالقاسم فردوسی است و او را از بزرگ‌ترین میراث‌داران زبان و ادب پارسی می‌داند.

## سوءقصد
بهرام مشیری در برنامه‌ای تلویزیونی از سوءقصد به جان خود توسط نیروهای وزارت اطلاعات ایران خبر داده است. وی در این برنامهٔ تلویزیونی پس از شرح کامل ماجرا از تحت حمایت قرار گرفتن خود توسط FBI و سایر سازمان‌های تحت امر دولت آمریکا خبر داد.

## کتاب‌ها
کتاب جدید بهرام مشیری تحت عنوان: نقدی بر چاپ‌های انتقادی شاهنامه و تصحیحی جدید از داستان رستم و سهراب به زیر چاپ رفت. این کتاب، نقدی است بر چاپ‌های شاهنامه ماکان، چاپ مول، چاپ مسکو و چاپ جلال خالقی مطلق.
همچنین بهرام مشیری در یکی از کتاب‌های خود با عنوان از آتن تا هیروشیما، به فیزیک اتمی و مصیبت‌های وارد شده به هیروشیما و ناکازاکی می‌پردازد.